# Justiniano Montano

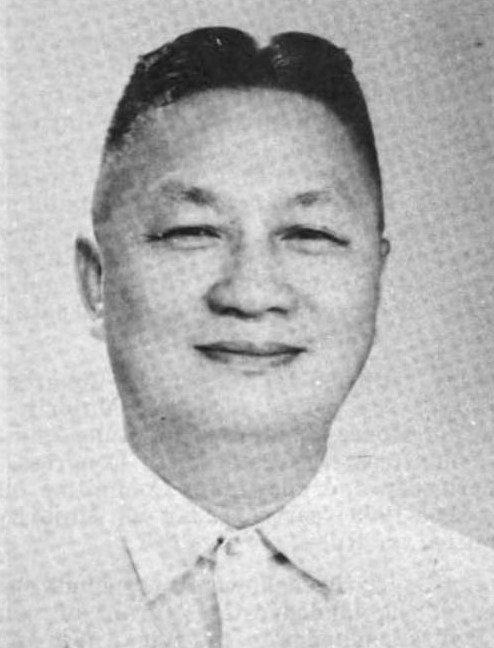
Justiniano Montano

Justiniano S. Montano (Tanza, 5 september 1905 – 31 maart 2005) was een Filipijns politicus. 

## Biografie
Justiniano Montano werd geboren op 5 september 1905 in barangay Amaya in Tanza in de provincie Cavite. Hij was de tweede zoon van Julian Montano sr. en Irene Solis. Montano voltooide in 1924 zijn middelbareschoolopleiding aan de University of the Philippines en studeerde aansluitend rechten aan dezelfde onderwijsinstelling. Na het behalen van zijn bachelor-diploma in 1929 slaagde hij, in datzelfde jaar, tevens als de op een na beste van zijn jaar voor het toelatingsexamen van de Filipijnse balie. Nadien was Montano van 1930 tot 1932 werkzaam als assistent openbaar aanklager in de provincie Cavite.
Bij de eerste verkiezingen na het ontstaan van het Gemenebest van de Filipijnen en de ratificatie van de Filipijnse Grondwet in 1935 werd Montano gekozen als lid van het Nationaal Assemblee namens de provincie Cavite. In 1938 werd hij herkozen. In zijn periode in de Nationale Assemblee was hij onder meer verantwoordelijk voor het indienen van Commonwealth Act No. 32. Deze wet, ook wel bekend als "Montano Law" regelde de herverdeling van grote landgoederen in Cavite onder de landloze boeren die er werkten. Na de amendering van de Filipijnse Grondwet en de terugkeer van het tweekamerig parlement werd hij in 1941 gekozen als afgevaardigde van Cavite in het Filipijns Huis van Afgevaardigde. Kort na de Tweede Wereldoorlog werd Montano bij de verkiezingen van 1946 opnieuw gekozen als afgevaardigde in het Huis in het 1e Filipijns Congres.
In 1949 werd Montano gekozen in de Filipijnse Senaat. In zijn periode als senator was hij onder meer verantwoordelijk voor de resolutie die de Blue Ribbon Committee creëerde. Tevens was Montano voorzitter van de Committee on Labor and Immigration and the committee on provincial and Municipal Governments and Cities en was hij lid van de invloedrijke Commission on Appointments en het Senate Electoral Tribunal. In 1952 werd Montano op last van president Elpidio Quirino gearresteerd in verband met betrokkenheid bij het "bloedbad van Maragondon". Hierbij werden de burgemeester van Maragondon Severino Rilles, de politiechef en diverse agenten door huurmoordenaars omgebracht. Montano werd hiervan later echter vrijgesproken.
Na zijn periode als senator werd Montano in 1958 namens Cavite opnieuw gekozen als in het Filipijns Huis van Afgevaardigden. In 1962, 1966 en 1970 werd hij herkozen. Van 1965 tot 3 februari 1967 was Montano leider van de meerderheid (Majority Floor Leader). Aansluitend fungeerde hij nog enige tijd als leider van de minderheid (Minority Floor Leader). Zijn periode als afgevaardigde kwam in 1972 voortijdig ten einde toen president Ferdinand Marcos de staat van beleg uitriep en het Filipijns Congres ophief.
Montano overleed in 2005 op 99-jarige leeftijd. Hij was getrouwd met Ligaya Nazareno en kreeg met haar zeven kinderen. Zijn zoon Delfin Montano was van 1955 tot 1971 gouverneur van Cavite.